# Presidente de los Estados Confederados
El cargo de presidente de los Estados Confederados era el jefe de Estado y de Gobierno de los Estados Confederados de América. El presidente era el jefe ejecutivo del Gobierno federal y era el comandante en jefe del Ejército y la Armada. Solamente hubo una persona en ostentar este cargo debido a que la Confederación perdió la guerra.

## Forma del nombramiento
La forma de las votaciones para este cargo era idéntica a la forma de nombramiento para el cargo de Presidente de los Estados Unidos:
De acuerdo a la Constitución de los Estados Confederados:
- Lo elegía cada colegio de cada estado de la Confederación
- Cada estado tenía tantos electores como lo habían hecho los miembros en el Congreso confederado.

La única elección presidencial que se llevó a cabo en los Estados Confederados de América tuvo lugar el 6 de noviembre de 1861, en esta votación fueron elegidos los electores de cada Colegio Electoral de cada estado.
Davis , que ya estaba ocupaba los que haceres oficina del presidente debido a la acción del Congreso de la Confederación (que necesitaba un presidente aunque fuese en funciones), más tarde y de manera oficial tras las votaciones, fue elegido presidente sin ninguna oposición en la cámara (Esto se daba al recibir los 109 votos electorales que había).
Los parámetros a cumplir para presentarse a estas elecciones eran los siguientes:
- La elección se hacía de forma conjunta, Presidente-Vicepresidente (podían ser del mismo Estado).
- Tener un mínimo de 35 años de edad.
- Ser de raza blanca.
- Ser hombre.

### Vicepresidente
Por tanto, el cargo de vicepresidente debía votarse conjuntamente con el de presidente, aunque no hubo problemas en esto, ya que el vicepresidente de la legislatura de Davis, Alexander H. Stephens, recibió también los 109 votos electorales.